# Five Miles Out
Five Miles Out är ett musikalbum av den brittiske musikern Mike Oldfield. Albumet släpptes 1982 och markerar Oldfields första försök att stilmässigt byta från stora och långa symfoniska produktioner till kortare och mer lättillgänglig radioanpassad popmusik. Det är också ett album innehållandes Oldfields första riktigt rocklåt, Family Man; en låt som duon Hall & Oates tog till topplistorna i USA. Titelspåret baseras på en traumatisk upplevelse Oldfield hade i en flygplan i dåligt väder över Pyrenéerna.
Maggie Reilly står för huvuddelen av de vokala insatserna, även om Oldfield själv sjunger på ett par låtar. Detta har visat sig ganska sällsynt eftersom han inte anser sig ha en bra sångröst.
Flygplanet på skivomslaget är en Beechcraft Model 18. Detta refereras i titelspåret som "lost in static, 18" och "automatic, 18". Registreringsnumret på flygplanet är GMOVJ som även det omnämns i låttexten enligt ICAO som "Golf Mike Oscar Victor Juliet".

## Låtlista
1. "Taurus II" - 24:43
2. "Family Man" - 3:45
3. "Orabidoo" - 13:03
4. "Mount Teidi" - 4:10
5. "Five Miles Out" - 4:16